# آن زنونی
آن زنونی (انگلیسی: Anne Zenoni؛ زادهٔ ۲۶ مارس ۱۹۷۱) بازیکن فوتبال اهل فرانسه است.
از باشگاه‌هایی که در آن بازی کرده‌است می‌توان به باشگاه فوتبال تولوز اشاره کرد.
وی همچنین در تیم ملی فوتبال زنان فرانسه بازی کرده‌است.